# Гута (Цзиньчжоу)
Гута́ (кит. упр. 古塔, пиньинь Gǔtǎ, буквально: «древняя пагода») — район городского подчинения городского округа Цзиньчжоу провинции Ляонин (КНР).

## История
При империи Ляо в этих местах был основан город Цзиньчжоу. Примерно в 950 году была возведена пагода, ставшая одним из символов города и давшая название современному району.
Современный район был создан в 1958 году. В 1968 году он был переименован в Хунвэй (红卫区), но в 1972 году ему было возвращено название Гута.

## Административное деление
Район Гута делится на 10 уличных комитетов.